# Nicklas Pedersen (wielrenner)
Nicklas Overgaard Amdi Pedersen (Aarhus, 3 augustus 1993) is een Deens wielrenner.

## Carrière
In april 2017 werd Pedersen achtste in het eindklassement van de Ronde van Loir-et-Cher. Later die maand werd hij vierde in de GP Herning, derde in de GP Himmerland Rundt en veertiende in Skive-Løbet. In oktober van dat jaar werd hij, achter Peter Schulting, tweede in de Tobago Cycling Classic. In 2018 werd hij, namens BHS-Almeborg-Bornholm, wederom derde in de GP Himmerland Rundt en, achter Trond Trondsen, tweede in de Scandinavian Race Uppsala.
In 2023 won Pedersen het bergklassement in de Ronde van Denemarken. Een jaar later werd hij prof bij TDT-Unibet Cycling Team, dat hem na één jaar overnam van Team ColoQuick. Zijn debuut voor de ploeg maakte hij in februari in Le Samyn.
Ondanks een contract tot 2027 stopte Pedersen in december 2024 met koersen op professioneel niveau om meer tijd door te brengen met zijn kinderen.

## Overwinningen
2022
Bergklassement Ronde van Denemarken
Fri Bike Shop Sønderborg
2024
Ster van Zwolle

## Ploegen
- 2014 –  Team Designa Køkken-Knudsgaard
- 2017 –  Team Giant-Castelli
- 2018 –  BHS-Almeborg-Bornholm
- 2019 –  BHS-Almeborg-Bornholm
- 2023 –  Team ColoQuick
- 2024 –  TDT-Unibet Cycling Team
- 2025 –  WILLING ABLE Racing

Andreasen · Bregnhøj · Hansen · Hjort · Hulgaard · Jensen · Klaris · C. Lisson · J. Lisson · Madsen · Nikolajsen · Pedersen · Quaade · Skov-Jensen · Toudal
Bloem · Bomboi · Bouts · Budding · Christophersen · de Vries · Geleijn · Huens · Huyet · Inkelaar · Johannink · Kopecký · Kyffin · Loockx · Maire · Nielsen · Paige · Pedersen · Stockman · Stokbro · Ťoupalík